# Baie de Puck
La baie de Puck (en polonais : Zatoka Pucka, en allemand : Putziger Wiek), est une branche occidentale peu profonde de la baie de Gdańsk, dans le sud de la mer Baltique, au large des côtes de Gdańsk, en Pologne. Elle est séparée du large par la péninsule de Hel.
La baie a une profondeur moyenne oscillant entre 2 et 6 mètres. Un banc de sable peu profond court de Rewa à Kuźnica, coupant la baie en deux. La baie n'est donc accessible qu'aux petits bateaux de pêche ; et les yachts doivent s'en tenir aux routes les plus profondes. 
La baie de Puck abrite des gisements de potasse. Les principaux ports en sont Puck, Jastarnia et Hel.

Illustrations
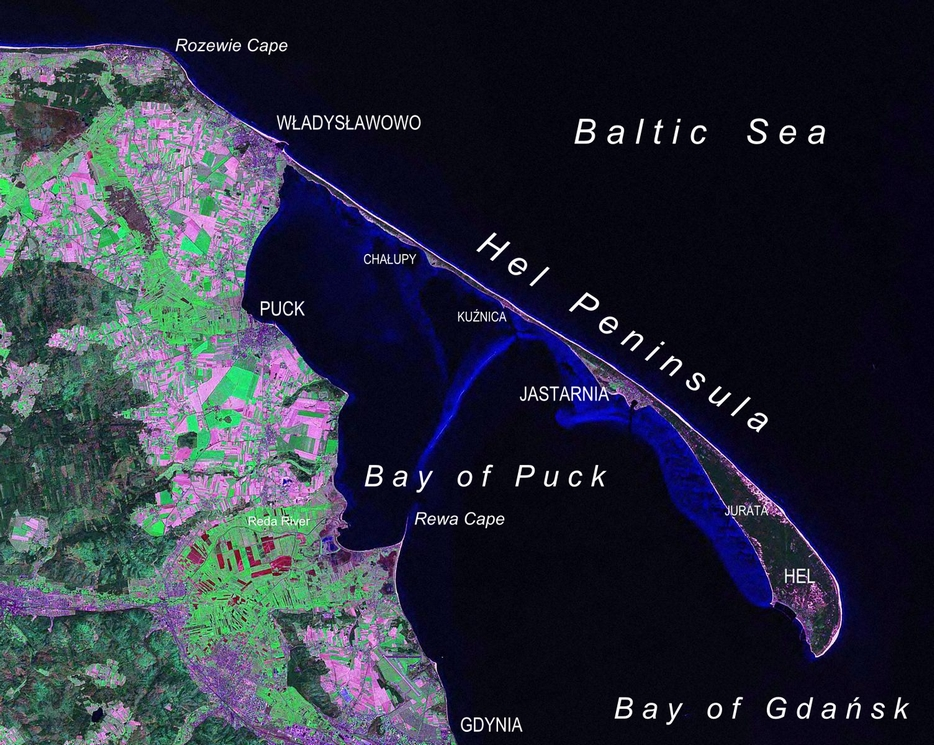
La baie de Puck et la péninsule de Hel vues par le satellite Landsat en 2000.
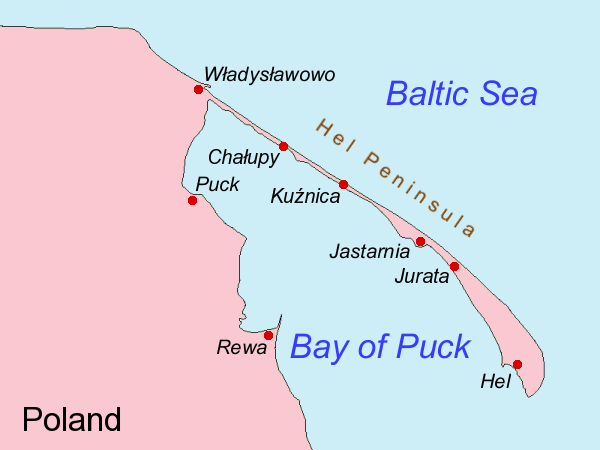
Villes de la baie de Puck et de la péninsule de Hel.
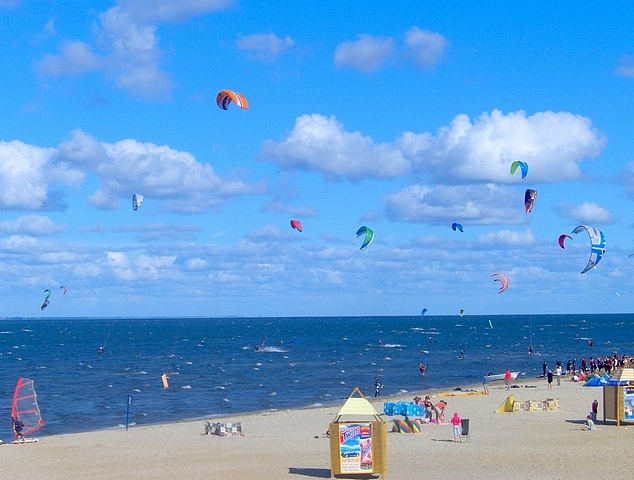
Plagistes en été. La baie de Puck est l'un des hauts lieux du kite-surfisme en Pologne.